# Ascolepis metallorum
Ascolepis metallorum là một loài thực vật có hoa trong họ Cói. Loài này được P.A.Duvign. & G.Léonard mô tả khoa học đầu tiên năm 1958.